# Usain Bolt
Usain St. Leo Bolt, med smeknamnet ”Lightning” Bolt, född 21 augusti 1986 i Trelawny i Jamaica, är en jamaicansk före detta friidrottare (kortdistanslöpare), allmänt ansedd som en av de största inom sporten genom alla tider.
Bolt vann under sin karriär åtta OS-guld och elva VM-guld på sprintdistans (båda rekord för en manlig sprinter) och är alltjämt (2022) innehavare av världsrekorden på 100 (9,58) och 200 meter (19,19). Därutöver ingick Bolt också i det jamaicanska stafettlag som fortfarande (2022) innehar världsrekordet på 4×100 meter (36,84). 
Bolt vann unika tre guld på samma distanser (100 m, 200 m och 4 x 100 m) tre olympiska spel i rad (2008, 2012, 2016) men fick långt senare (2017) lämna tillbaka stafettguldet från OS 2008 då det visat sig att lagkamraten Nesta Carter vid tillfället testat positivt för dopning.

## Uppväxt
Usain Bolt föddes den 21 augusti 1986 i Sherwood Content, en liten stad i Trelawny, Jamaica, där han växte upp med sina föräldrar Wellesley och Jennifer Bolt, sin bror Sadeeki och syster Sherine. Hans föräldrar ägde en lokal mataffär på landsbygden och Bolt var mycket tillsammans med sin bror på gatorna, där han spelade cricket och fotboll. Som barn gick han i Waldensia Primary, en skola för alla åldrar och vid 12 års ålder hade han blivit skolans snabbaste löpare på 100 meter.
När han började sina studier på William Knibb Memorial High School spelade han mestadels cricket, men hans tränare såg en stor talang i hans snabbhet och tipsade honom att börja med friidrott. Bolt följde dennes råd och började snart tränas av Pablo McNeil och Dwayne Barrett. 2001 vann Bolt sin första medalj vid det årliga mästerskapet för jamaicanska high school-ungdomar, då han tog silver på 200 meter med tiden 22.04 sekunder.

## Karriär
År 2001, när han endast var 14 år gammal, gjorde Usain sin internationella debut vid junior-VM i Debrecen, Ungern. Han vann sitt heat på 200 meter med tiden 21,94, men blev sedan utslagen i semifinalen.
År 2002 blev Bolt, som 15-åring, juniorvärldsmästare på 200 meter hemma i Kingston, Jamaica då han vann finalen på 20,61 före Antiguas Brendan Christian (20,74) och amerikanen Wes Felix (20,82). 2004 noterade Bolt juniorvärldsrekord på 200 meter då han den 11 april löpte på 19,93 i Devonshire. Genom rekordloppet blev Bolt den förste i världen (och fram till ingången av säsongen 2008 den ende) att löpa 200 meter på en tid under 20 sekunder före fyllda 20 år. 2005 sprang han åter 200 meter under 20 sekunder i London (19,99). 2006 förbättrade Bolt sitt personliga rekord till 19,88.
Under 2007 noterade Bolt även jamaicanskt rekord med 19,75 och etablerade sig som en av världens främsta 200-meterslöpare. Även  på 100 meter noterade han personligt rekord med 10,03. Vid Osaka-VM 2007 blev Bolt silvermedaljör på 200 meter efter att ha noterat 19,91, slagen av Tyson Gay (19,76) men före silvermedaljören från Helsingfors-VM 2005 Wallace Spearmon (20,05).
År 2008 etablerade sig Bolt som den bäste sprintern i världen. Den 31 maj 2008 slog han Asafa Powells världsrekord på 100 meter genom att vid Reebok Grand Prix i New York springa på 9,72, en förbättring av det gamla världsrekordet med två hundradelar. Han hade även noterat 9,76 en kort tid innan och 9,92. Bolts världsrekord var hans andra På Grand Prix-tävlingen. I Aten den 13 juli 2008 förbättrade han sitt personliga rekord på 200 meter till 19,67.
Till skillnad från merparten av unga karibiska sprinters har Bolt valt att stanna kvar på hemön framför studier och träning vid något universitet i USA.

### OS 2008

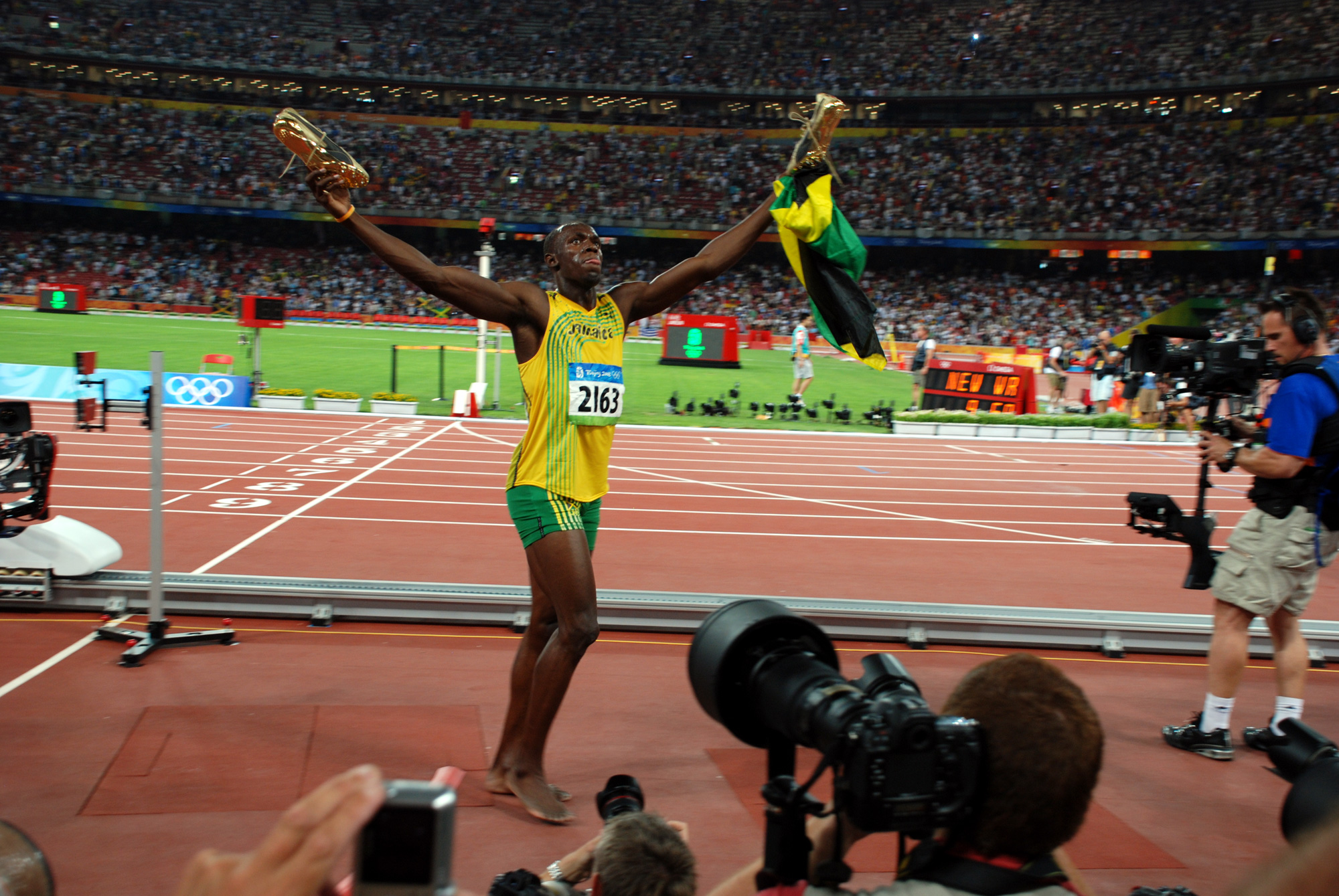
Bolt firar guldet på 100 meter i Peking

Efter att ha förbättrat landsmannen Asafa Powells världsrekord på 100 meter till 9,72 på försommaren 2008, var Bolt förhandsfavorit till att vinna OS på både 100 meter och 200 meter. Han väntades emellertid få hård konkurrens av Asafa Powell och amerikanen Tyson Gay, som var regerande världsmästare på både 100 och 200 meter. Dock skadade sig Gay vid de amerikanska mästerskapen när han skulle springa 200 meter och ställde inte upp på den distansen. Dessa tre var de dittills snabbaste någonsin på den prestigefyllda 100-metersdistansen.

#### Guld på 100 meter
I kvartsfinalen vann Bolt på 9,92, trots att han slog av på takten före målet. Semifinalen sprang han på 9,85, även här avstannande. Tyson Gay som skadat sig under de amerikanska mästerskapen missade emellertid finalen och av det utlovade ”tre-kejsarslaget” blev därmed intet. I finalen var samtliga motståndare chanslösa mot Bolt, som med segertiden 9,69 blev den förste någonsin att under godkända vindförhållanden springa 100 meter på under 9,7 sekunder. Segermarginalen till silvermedaljören Richard Thompson från Trinidad och Tobago blev 20 hundradelar, vilket är en mycket stor tidsskillnad i ett 100-meterslopp. Bolts överlägsenhet föreföll än större då han slog av på takten redan 10–15 meter före mål. Många experter tror att segertiden hade kunnat bli ner mot 9,60 om han gett allt ända in på mållinjen. Hans reaktionstid var loppets näst sämsta.

#### Guld på 200 meter

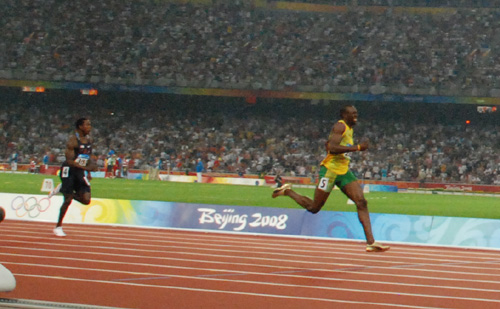
Bolt leder finalen på 200 meter. Shawn Crawford (t.v.) vann silvret.

20 augusti 2008 blev det guld även på 200 meter och på nytt världsrekord. Michael Johnsons världsrekord på 19,32 från OS i Atlanta 1996 hade betraktats som nästan oslagbart men Bolt slog till med 19,30 i motvind 0,9 m/s och raderade ut Johnsons rekord. Därmed blev han också den förste som vann både 100 och 200 meter i samma OS sedan Carl Lewis vid OS i Los Angeles 1984. Han blev också den förste någonsin att slå världsrekord på både 100 meter och 200 meter under ett OS.

#### 4×100 meter
Jamaicas stafettlag med Nesta Carter, Michael Frater och Asafa Powell diskvalificerades 2017 till följd av att Nesta Carter i efterhand testades positiv för dopning.

### Efter OS 2008
Bolt sprang flera snabba galalopp efter OS. Bolt blev ännu mer populär och var nu friidrottens största stjärna. Bolt slog bland annat Asafa Powell i Bryssel, i regn och motvind. Trots det sprang Bolt in på 9,77 tätt följd av Asafa Powell som ledde loppet de första 70 meterna. Bolt tävlade i Manchester i maj 2009 på distansen 150 meter – en distans som sällan löps och som denna gång sprangs på en stadsbana. Bolt fick tiden 14,35 vilket är den bästa tid som någon har sprungit distansen på.

### Inför friidrotts-VM 2009
Bolts nya sikte efter OS i Peking var VM i Berlin. Bolt sprang några lopp innan mästerskapet; bland annat 200 meter på 19,59 i Lausanne i motvind och ösregn, och 100 meter på 9,79 i Paris (då hans fjärde snabbaste lopp). Bolt var favorit till att vinna 100 och 200 meter i Berlin också men Tyson Gay hade varit övertygande på både 100 och 200 meter under säsongen 2009 långt.

### Friidrotts-VM 2009
Bolt kom in till VM och antydde att han var i god form men inte i lika bra form som i OS förra året. På 100 meter gick han vidare från försöken och kvartsfinalerna. I semifinalen tjuvstartade Bolt men de gamla reglerna löd att man fick en chans till, varefter han sprang på 9,89. I VM-finalen på 100 meter 2009 i Berlin vann Bolt på nya världsrekordet 9,58 och blev därmed först med att springa under 9,6 på distansen. Hann vann loppet med 13 hundradelar före tvåan Tyson Gay. I finalen sprang sju män under 10 sekunder. I samma VM, fyra dagar senare, slog Bolt nytt världsrekord även på distansen 200 meter med tiden 19,19 sekunder, 62 hundradelar bättre än tvåan Alonso Edward. Efter VM fick Bolt en bit av Berlinmuren och sa då ”Ich bin ein Berlino”.

### Friidrotts-VM 2011
Bolt ansågs vara den största favoriten på 100 meter vid VM 2011 i Daegu, men blev i finalen diskvalificerad på grund av en tjuvstart.
Däremot på 200 meter vann han på tiden 19,40. I finalen på 4 × 100 meter sprang Bolt den sista sträckan för det jamaicanska stafettlaget och sprang på tiden 37,04, som innebar nytt världsrekord. Bolt revanscherade sig i slutet av säsongen på 100 meter och vann Diamond League-galan i Bryssel där han sprang in på 9,76 (snabbaste tiden 2011).

### OS 2012
Inför mästerskapet hade Bolt inte riktigt dominerat distansen som tidigare och hade tufft motstånd i bland annat landsmannen Yohan Blake som hade världsårsbästa på både 100 och 200m den säsongen. I 100-metersfinalen sprang dock Bolt ifrån det övriga startfältet och vann guldet på tiden 9,63 vilket var nytt olympiskt rekord och den näst snabbaste tiden någonsin.
I finalen på 200 meter vann stjärnan Bolt ännu en gång, nu på 19,32. Hans femte OS-guld var därmed säkrat och efter loppet sade Bolt att han nu var en levande legend.
På korta stafetten 4 × 100 meter med Bolt som slutman vann Jamaica på nytt världsrekord 36,84.

### Friidrotts-VM 2013
Försnacket inför VM 2013 i Moskva hade framförallt handlat om dopningsproblemen inom sporten, då två av Usain Bolts stora konkurrenter, Tyson Gay och Asafa Powell, strax innan mästerskapet hade blivit fällda för dopning vilket lett till att Bolts största utmanare på förhand såg ut att bli den tidigare dopningsavstängde Justin Gatlin. Men Bolt levde återigen upp till förväntningarna och sprang hem guldet på 100 meter med tiden 9,77 i regnet på Luzjnikistadion i Moskva.
Bolt försvarade även sitt VM-guld på 200 meter med tiden 19,66. 
På korta stafetten 4 × 100 meter med Bolt som slutman vann Jamaica före USA och Kanada på tiden 37,36.

### Friidrotts-VM 2015
I VM 2015 i Peking lyckades Bolt återupprepa sina bedrifter från Berlin och Moskva genom att vinna VM-guld på samtliga distanser. Både 100 och 200 meter präglades av en jämn kamp mellan Bolt och Gatlin med Bolt som segrare i båda loppen. Segertiden 9,79 på 100 meter var endast en hundradel före Gatlin. På 4×100 meter vann Jamaica en relativt komfortabel seger före Kina och Kanada. Detta blev Bolts elfte VM-guld i karriären.

### OS 2016
Under sommar-OS 2016 i Rio de Janeiro vann Bolt åter igen sprint-trippeln (100, 200 samt 4 x 100 meter), vilket innebar att han vunnit denna trippel i tre olympiska spel i rad.
- Guld på 100 meter: Den 14 augusti 2016 vann Bolt finalen på segertiden 9,81 vilket var 8 hundradelar snabbare än tvåan Justin Gatlin som noterades för 9,89. Detta var Bolts tredje raka OS-guld på distansen 100 meter.
- Guld på 200 meter: Den 18 augusti 2016 vann Bolt finalen som enda löpare under 20 sekunder på segertiden 19,78. Detta var Bolts tredje raka OS-guld på distansen 200 meter, samt sjätte individuella OS-guld och åttonde OS-guld inräknat tidigare stafetter.
- Guld på 4 x 100 meter: Bolt fullbordade sprint-trippeln när hans Jamaica vann den korta stafetten. Precis som i tidigare mästerskap sprang han den avslutande fjärdesträckan. Detta guld blev Bolts nionde OS-guld i karriären.

### VM 2017
Inför VM 2017, i London, annonserade Bolt att det skulle bli hans sista mästerskap. Han var endast anmäld till 100-metersloppet samt stafetten på 4 x 100 meter. I 100-metersfinalen kom den kontroversielle Justin Gatlin att vinna loppet till mångas förvåning. Bolt fick även se sig slagen av Coleman och slutade därmed trea. Detta var det första stora mästerskapet efter genombrottet i OS i Peking 2008 där Bolt förlorade.

## Personliga rekord
| Distans       | Tid   | Stad   | Datum           | Rekord       | Anmärkning                                                                                         |
| ------------- | ----- | ------ | --------------- | ------------ | -------------------------------------------------------------------------------------------------- |
| 100 meter     | 9,58  | Berlin | 16 augusti 2009 | Världsrekord | Bolt har också den näst snabbaste tiden någonsin, 9,63, vilket också är olympiskt rekord.          |
| 200 meter     | 19,19 | Berlin | 20 augusti 2009 | Världsrekord | Bolt innehar även det olympiska rekordet på 19,30, vilket vid tiden (2008) också var världsrekord. |
| 4 × 100 meter | 36,84 | London | 11 augusti 2012 | Världsrekord | Tillsammans med Nesta Carter, Michael Frater och Yohan Blake                                       |

## Världsrekord
- 31/5 2008 – 100 m – 9,72
- 16/8 2008 – 100 m – 9,69
- 16/8 2009 – 100 m – 9,58 (nu gällande)
- 17/5 2009 – 150 m – 14,35 (nu gällande)
- 20/8 2008 – 200 m – 19,30
- 20/8 2009 – 200 m – 19,19 (nu gällande)
- 22/8 2008 – 4 × 100 m – 37,10
- 4/9  2011 – 4 × 100 m – 37,04
- 11/8 2012 – 4 × 100 m – 36,84 (nu gällande)